# 同胞法律・生活センター
同胞法律・生活センター（どうほうほうりつせいかつセンター、동포법률・생활센터）は、1997年に設立されたNPO法人で、“在日韓国・朝鮮人の法律上・生活上の広範囲な悩みや疑問等に助言や支援を行うこと”を目的としているとされる。
相談員は在日韓国・朝鮮人系やいわゆる「人権派」と呼ばれる人々を中心とし、主として弁護士や司法書士、社会保険労務士等の資格を持つ者（いわゆる「士業」）で構成されている。本センターは国籍、在留資格を問わず、広く在日韓国・朝鮮人からの相談等を受け入れるとしている。

## 所在地
- 〒110-0016 東京都台東区台東3-41-10